# Крутиха (Новосибирская область)
Крутиха — село в Кыштовском районе Новосибирской области. Административный центр Крутихинского сельсовета.

## География
Площадь села — 102 гектара.

## Население
| 2002 | 2007 | 2010 |
| ---- | ---- | ---- |
| 264  | ↘255 | ↘162 |

## Инфраструктура
В селе по данным на 2007 год функционируют 1 учреждение здравоохранения и 1 учреждение образования.